# Haxtun
Haxtun – miasto w Stanach Zjednoczonych, w stanie Kolorado, w hrabstwie Phillips.

## Demografia
W roku 1990 miasto zamieszkiwało 481 osób, a gęstość zaludnienia wynosiła 370 osób/km². W roku 2023 liczba mieszkańców wzrosła do 969 osób, a gęstość zaludnienia przekroczyła 745 osób/km². W ciągu 1/3 stulecia zaludnienie Haxtun wzrosło ponad 2-krotnie.